# HD 169820
HD 169820，又名BD+14 3533，SAO 103709、HR 6906，是一颗恒星，视星等为6.37，位于銀經43.6，銀緯12.32，其B1900.0坐标为赤經18h 21m 23.3s，赤緯+14° 12.32′ 34″。

## 特性
- 光谱分类：B9V
- U−B 色指数：-0.31
- B−V色指数：0.01